# Aster shennongjiaensis
Aster shennongjiaensis là một loài thực vật có hoa trong họ Cúc. Loài này được W.P.Li & Z.G.Zhang mô tả khoa học đầu tiên năm 2004.